# Márcia Maro da Silva
 Márcia Maro da Silva GOMM (Rio de Janeiro, 29 de dezembro de 1963) é uma diplomata brasileira. Foi embaixadora do Brasil junto à República da Tunísia de 2019 a 2021. Atualmente, está lotada no Escritório de Representação do Itamaraty no Rio de Janeiro. 

## Biografia

### Vida pessoal
Nasceu na cidade do Rio de Janeiro, filha de Newton Nonato da Silva Filho e Darci Maro da Silva.

### Formação Acadêmica
Em 2000, concluiu mestrado em Ciência Política pela Universidade de Brasília. No ano de 2002, recebeu o grau de doutora em Ciências Sociais pela Faculdade Latino Americana de Ciências Sociais, localizada na cidade de Buenos Aires, Argentina.

### Carreira Diplomática
Ingressou na carreira diplomática em 1986, no cargo de Terceira Secretária, após ter concluído o Curso de Preparação à Carreira de Diplomata do Instituto Rio Branco.
Foi inicialmente lotada na Subsecretaria-Geral de Assunto Políticos Multilaterais e Especiais. Em 1988, realizou missão, em caráter transitório, na Embaixada do Brasil em Singapura. Entre 1989 e 1992, trabalhou na Divisão de Temas Especiais, tendo realizado missão transitória a Abdijan no ano de 1991.
No ano de 1992, foi removida para o Consulado-Geral em Buenos Aires, onde exerceu cônsul-adjunta. Entre 1994 e 1997, passou a trabalhar como segunda-secretária na Embaixada do Brasil em Pretória.
No ano de 1997, regressou ao Brasil, a fim de assumir a função de assessora na Secretaria de Assuntos Estratégicos da Presidência da República. Já entre 1999 e 2001, foi assessora no gabinete do Ministro de Ciência e Tecnologia. No ano 2000, havia sido promovida a primeira-secretária.
Em 2001, regressou a Buenos Aires, onde ocupou o cargo de cônsul-adjunta no Consulado-Geral do Brasil. No ano de 2005, foi transferida a Washington, tendo trabalhado como membro da Missão do Brasil junto à Organização dos Estados Americanos até o ano de 2009. Em 2006, havia sido promovida a conselheira.
Defendeu, em 2007, tese no Curso de Altos Estudos do Instituto Rio Branco, intitulada “O Papel do Itamaraty no Reconhecimento da Independência de Angola: recuperação da memória histórica”, um dos requisitos necessários para a ascensão funcional na carreira diplomática. Sua tese foi publica em 2008 pela Fundação Alexandre de Gusmão, com o título de “A Independência de Angola”. Em 2009, foi promovida a ministra de segunda classe.
Em 2011, foi designada embaixadora do Brasil junto à República do Zimbabwe, onde permaneceu até 2017, quando foi designada embaixadora do Brasil na República da Tunísia.
Em 2019, foi promovida a ministra de Primeira Classe, mais alto cargo da carreira diplomática brasileira. Em 2023, foi admitida pelo presidente Luiz Inácio Lula da Silva à Ordem do Mérito Militar no grau de Grande-Oficial especial.

## Condecorações[1]
- Ordem de Rio Branco, Grã-Cruz;
- Medalha do Pacificador;